# Маяк Кері

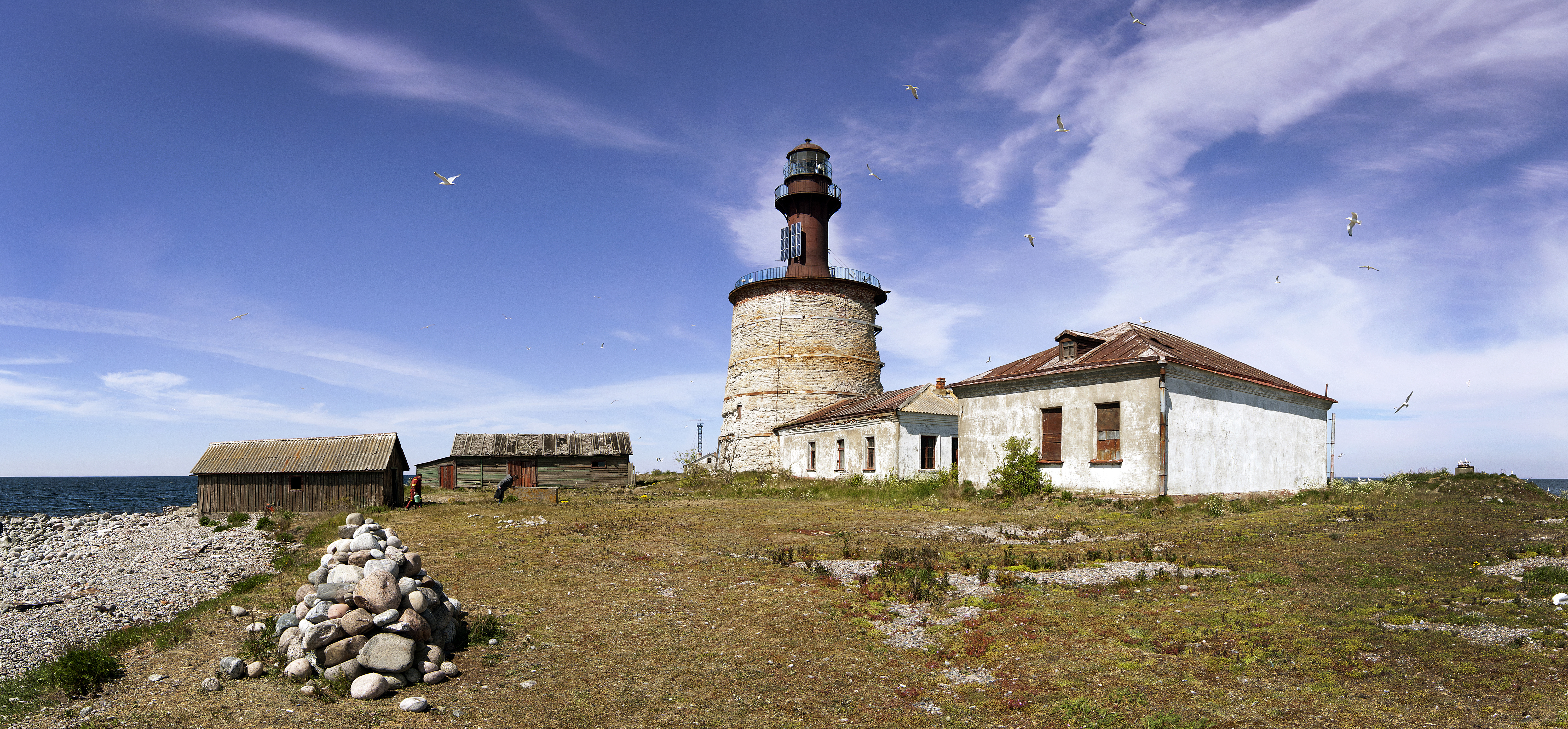
Комплекс будівель маяка Кері (2008)

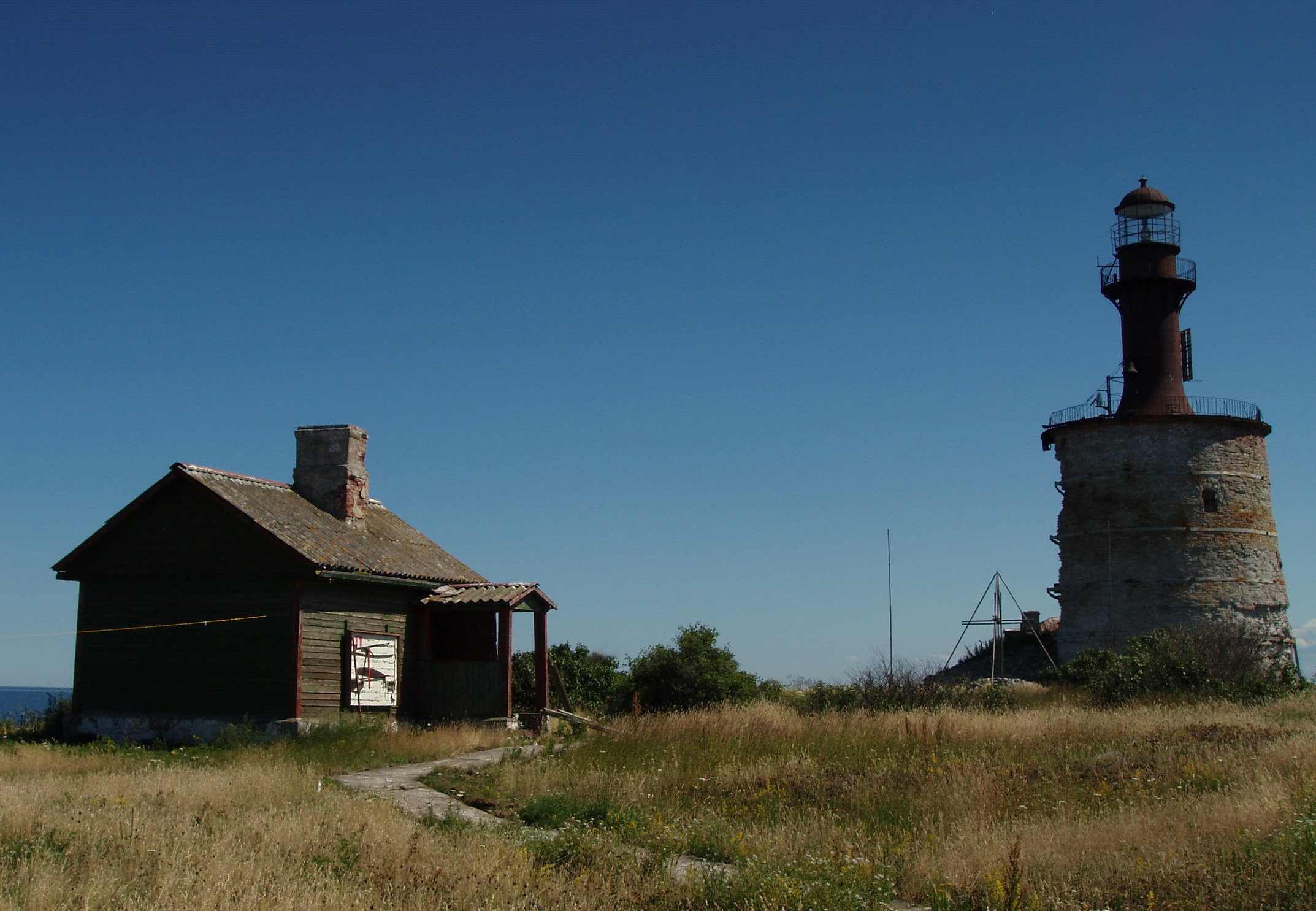

Маяк Кері (відомий також як Кокшерський маяк) — естонський маяк у Фінській затоці на острові Кері.
Будівля маяка складається із двох частин: верхня — сталева вежа, нижня — потужна циліндрична будівля, складена з каменю. Повна висота маяка — 28 м, вогонь розташований на абсолютній позначці 31 м над рівнем моря. Працює цілий рік, живиться від сонячних батарей, двосекундне біле світло перемежовується 13-секундними паузами. Маяк видно за 11 миль.

## Історія
Перший дерев'яний маяк на острові Кері розпочав роботу 1724 року. 1809 року виготовлено та встановлено новий маяк, який тоді ж оглянув та визнав зразковим імператор Олександр I.
Маяк увійшов в історію кумедним епізодом того ж 1809 року в ході російсько-англійської війни, коли з появою на Балтиці англійської ескадри віцеадмірала Джеймса Сумареса його загасили. Доглядачеві маяка було шлюпкою доставлено грізного листа за підписом Сумареса, написаного російською мовою з численними помилками, з вимогою негайно запалити маяк. Персонал маяка наказу не виконав, а лист передали до Петербурга і вперше опублікували в першому номері журналу «Син вітчизни» за 1842 рік.
Нинішній маяк був збудовано 1858 року. Протягом 1907—1912 років маяк працював на природному газі — це був перший подібний досвід у світі.
1990 року частина північної стіни маяка обвалилася; 1996 року будівлю укріплено для запобігання подальшій руйнації. 2007 року на вежі маяка встановлено вебкамеру; 2009 року на вежі з'явилася метеостанція.

## Маяк у філателії
1983 року пошта СРСР випустила поштову марку із зображенням маяка.
15 січня 2003 року Естонська пошта випустила марку та конверт першого дня із зображенням маяка.